# Panorama Express

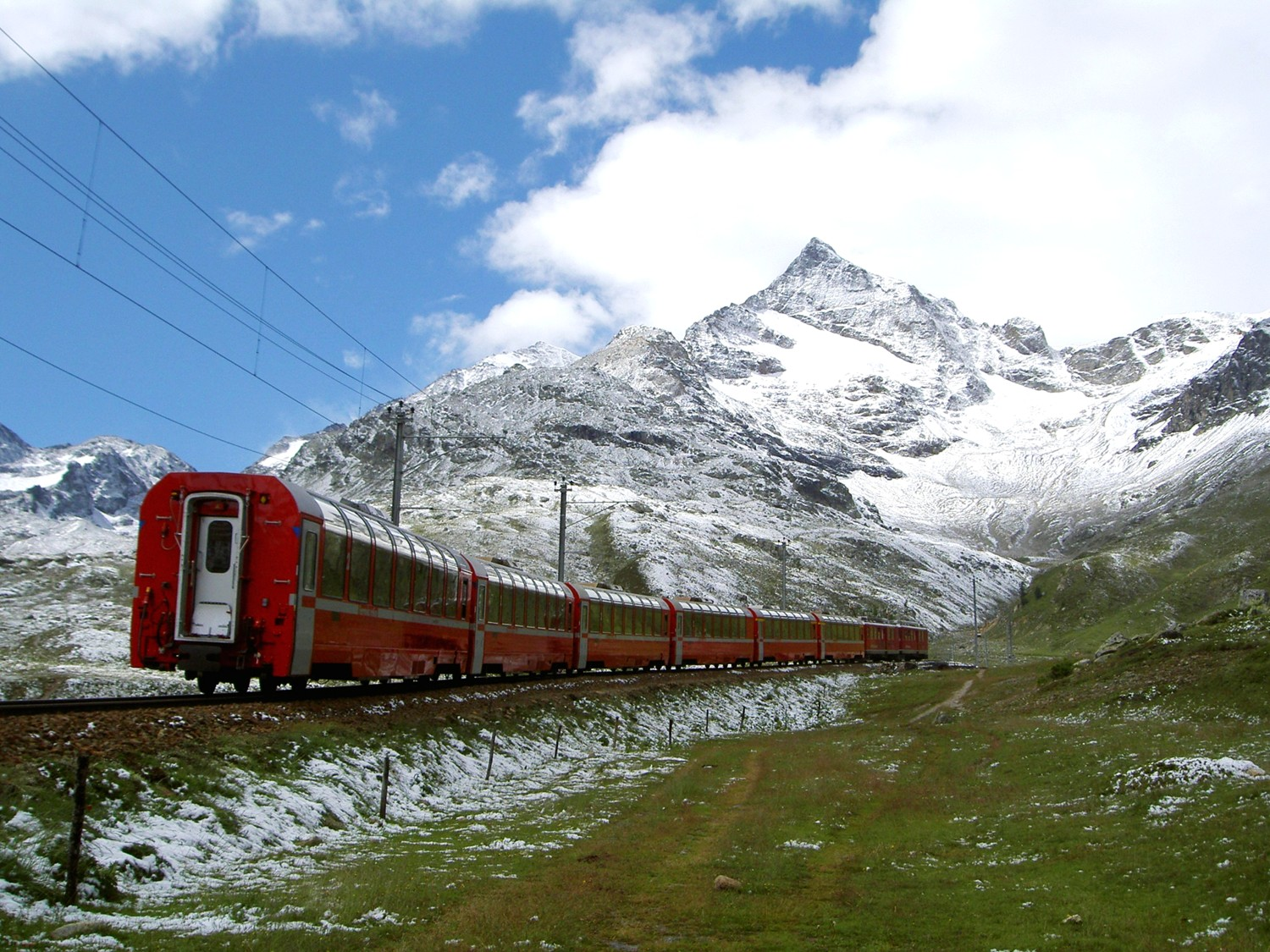
Der Bernina Express ist eine Panorama-Express-Zugverbindung.

Panorama Express, abgekürzt PE, ist eine spezielle Zugkategorie im Fernverkehr der Schweizer Eisenbahnen, die vor allem touristischen Zwecken dient und zum Fahrplanwechsel im Dezember 2019 eingeführt wurde. Die betreffenden Zugverbindungen, darunter der Bernina Express (BEX), der Glacier Express (GEX), der Golden-Pass-Express (GPX) und der Gotthard Panorama Express (GPE), führen in beiden Wagenklassen überwiegend klimatisierte Aussichtswagen und bedienen nur ausgewählte Orte. Dabei verkehren der Bernina Express und auch der Treno Panoramico Vigezzo Vision bzw. der Centovalli Express nach Italien. Sie bieten eine Verpflegungsmöglichkeit an Bord und sind teilweise reservierungs- und zuschlagspflichtig. Der Veloselbstverlad ist eingeschränkt oder ausgeschlossen.